# Dioclea

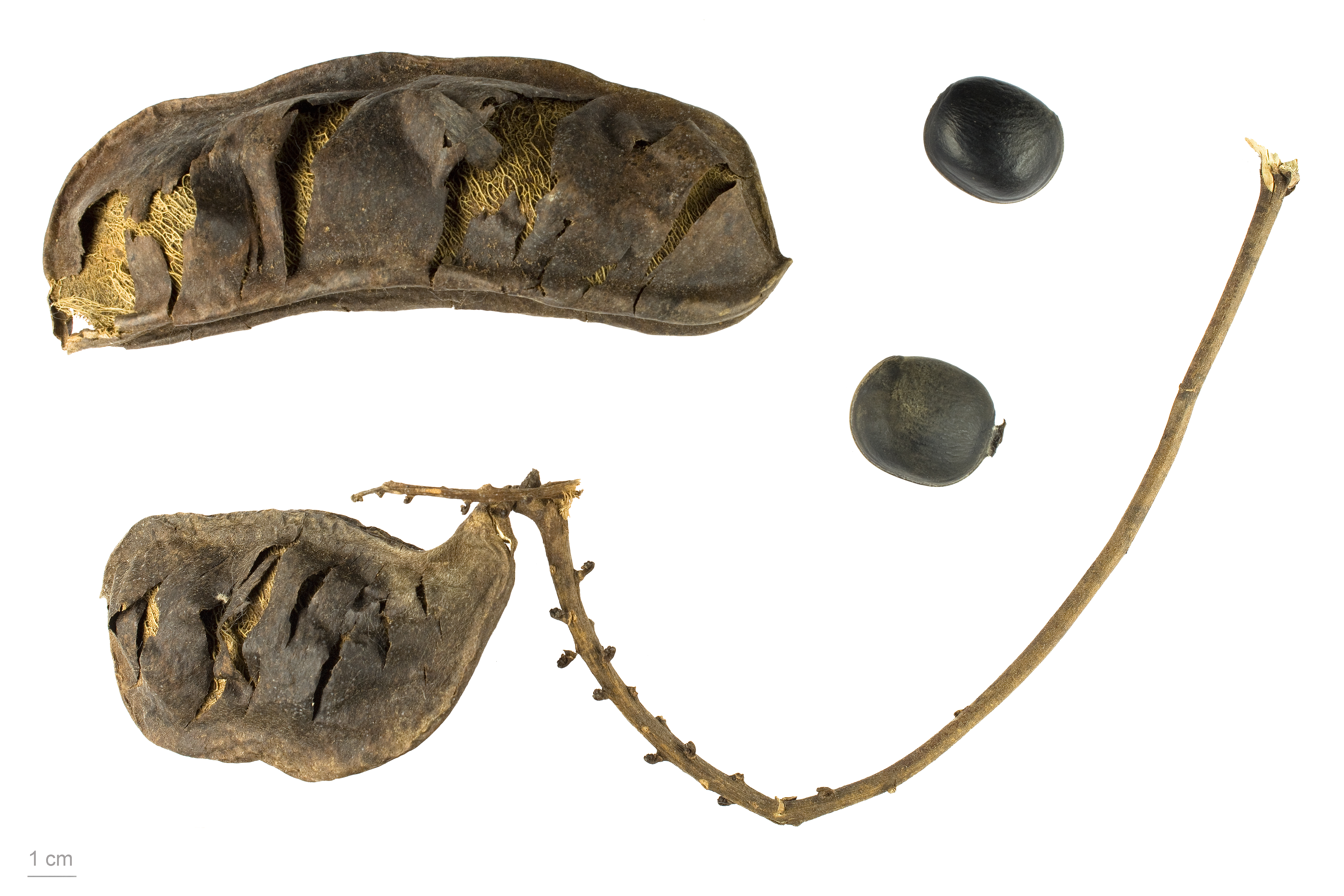
Dioclea macrocarpa

Dioclea là một chi thực vật có hoa thuộc họ Đậu, bản địa của châu Mỹ.

Các loài
| - Dioclea albiflora - Dioclea apurensis - Dioclea aurea - Dioclea bicolor - Dioclea burkartii - Dioclea cassinoides (còn tranh cãi) - Dioclea coriacea - Dioclea decandra - Dioclea densiflora - Dioclea dichrona (còn tranh cãi) - Dioclea dictyoneura - Dioclea edulis - Dioclea erecta - Dioclea ferruginea - Dioclea fimbriata - Dioclea flexuosa - Dioclea funalis - Dioclea glabra - Dioclea grandiflora - Dioclea guianensis - Dioclea hexandra – bejuco de mato - Dioclea holtiana - Dioclea huberi - Dioclea javanica (còn tranh cãi) - Dioclea latifolia - Dioclea lehmannii (còn tranh cãi) - Dioclea leiantha - Dioclea macrantha | - Dioclea macrocarpa - Dioclea malacocarpa - Dioclea marginata - Dioclea megacarpa - Dioclea mollicoma - Dioclea mollis (còn tranh cãi) - Dioclea odorata (còn tranh cãi) - Dioclea ornithoryncha (còn tranh cãi) - Dioclea paniculata - Dioclea pulchra - Dioclea reflexa - Dioclea rigida - Dioclea rostrata (còn tranh cãi) - Dioclea ruddiae - Dioclea rufescens - Dioclea schimpffii (còn tranh cãi) - Dioclea schottii - Dioclea sclerocarpa - Dioclea sericea - Dioclea ucayalina - Dioclea umbrina - Dioclea violacea - Dioclea virgata - Dioclea wilsonii – Wilson's Clusterpea - Dioclea sp. "9068" - Dioclea sp. "11722" |

## Hình ảnh

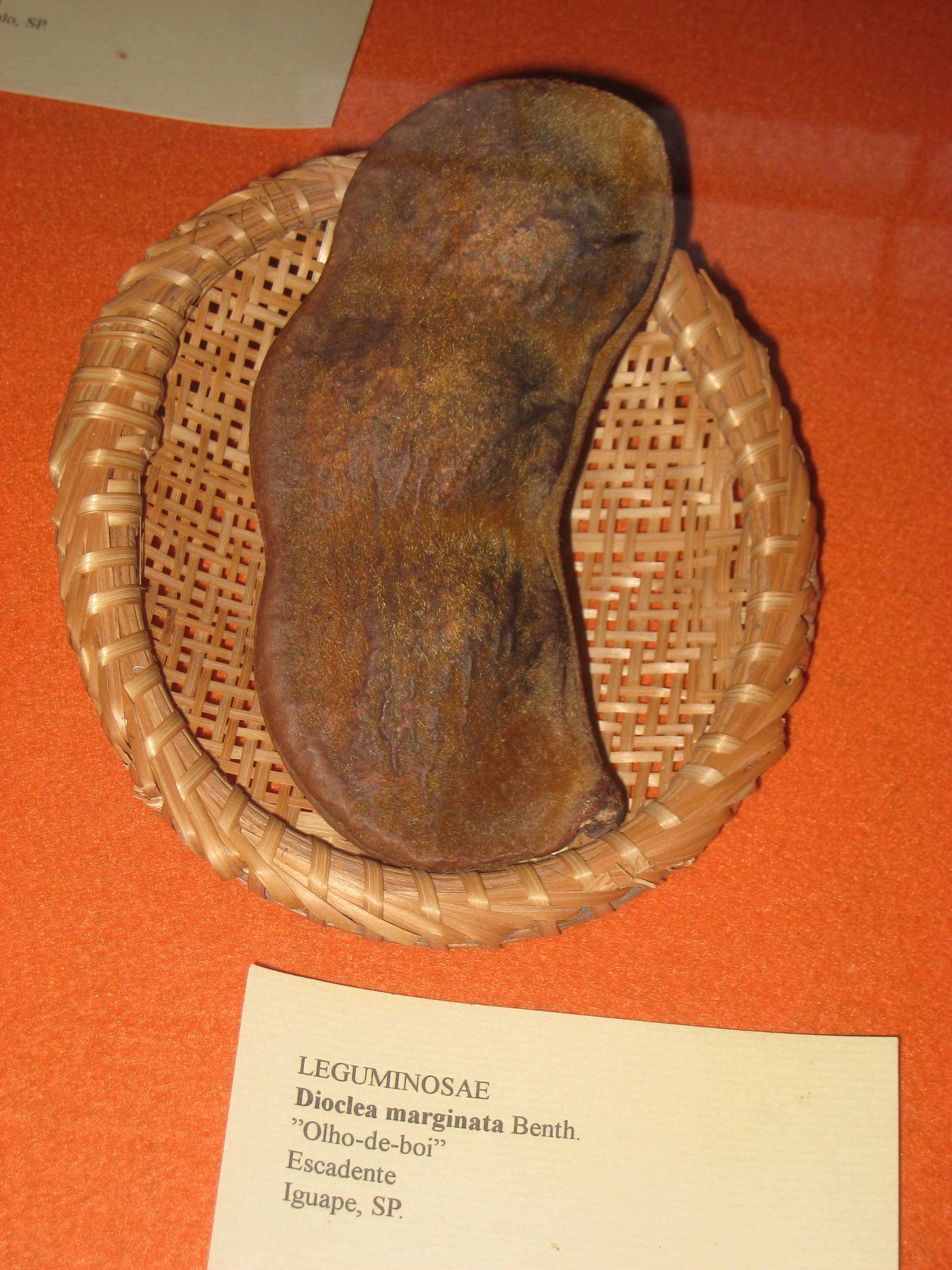

## Footnotes
1. 1 2  ILDIS (2001)